# Mambí AMR
O Mambí-1 é um fuzil anti-material semiautomático projetado e fabricado em Cuba. Recebeu o nome dos Mambises, soldados rebeldes que lutaram contra o Reino de Espanha durante a Guerra de Independência de Cuba (1895-1898).

## História
Pouco se sabe sobre esta arma, pois tem recebido pouca atenção da grande mídia.
Uma variante de fuzil de precisão, o Mambí-2 SR, foi desenvolvido logo após a conclusão do fuzil anti-material. Ele dispara a munição 12,7×108mm.

## Projeto
O Mambí foi projetado para ser usado contra uma variedade de veículos terrestres de superfície macia, pequenos barcos e até helicópteros. Ele usa o poderoso cartucho soviético de 14,5×114mm. O Mambí é um bullpup, já que seu carregador e ação de 5 tiros são colocados atrás do grupo de gatilho. Ele é equipado com um freio de boca para ajudar a reduzir o recuo criado pelo projétil que dispara. O fuzil pesa aproximadamente 14kg e seu desenho é semelhante ao Barrett M82A2.
A arma foi projetada para ser disparada de uma posição deitada devido ao grande recuo.

## Conflitos
O Mambí foi usado no sudoeste africano durante a Operação Carlota.